# Cryptolabis nigrita
Cryptolabis nigrita är en tvåvingeart som beskrevs av Alexander 1969. Cryptolabis nigrita ingår i släktet Cryptolabis och familjen småharkrankar. Inga underarter finns listade i Catalogue of Life.